# Гроф Монте Кристо (филм из 2024)
Гроф Монте Кристо (фр. Le Comte de Monte-Cristo) је француски историјски авантуристичко-драмски филм из 2024. године, који су режирали и написали Матје Делапорт и Александар де ла Пателијер на основу истоименог романа Александра Диме. Насловну улогу у филму тумачи Пјер Нине, док су у споредним улогама Бастијен Бујон, Анаис Демустје, Анамарија Вартоломеи и Лоран Лафит.
Филм је премијерно приказан 22. маја 2024. на Канском филмском фестивалу, док је у француским биоскопима објављен 28. јуна исте године. Наишао је на позитивне реакције критичара и зарадио 100 милиона долара широм света.

## Радња
Године 1815, за време Наполеоновог изгнанства на Елби, Едмонд Дантес пркоси наређењима свог капетана како би спасао бродоломницу по имену Анжела у Средоземном мору. Она носи писмо од Наполеона, које капетан Данглар одузима. По доласку у Марсеј, Данглар пријављује Едмондове поступке бродовласнику Морелу, који отпушта Данглара због занемаривања дужности помагања бродоломницима и унапређује Едмонда на његово место.
Едмонд се враћа кући да подели радосне вести са својом вереницом Мерседес и њеним рођаком Фернандом де Морсерфом, који тајно гаји осећања према њој. Едмонд замоли Фернанда да му буде кум на венчању. Међутим, на дан венчања, Едмонда хапсе и оптужују за бонапартизам. Доводе га пред Жерара де Вилфора, заменика краљевског тужиоца у Марсеју, где Едмонд тврди своју невиност, што наводи Вилфора да разматра његово ослобађање. Ипак, Едмонд открива да зна идентитет бродоломнице Анжеле. Вилфор га задржава, док испитује Данглара и Кадруса.
Вилфор склапа заверу са Дангларом, Фернандом и Кадрусом како би осигурао Едмондово затварање. Анжела, Вилфорова сестра, захтева Едмондово пуштање на слободу, претећи да ће разоткрити Вилфорову аферу и његово ванбрачно дете са љубавницом Викторијом. Како би је ућуткао, Вилфор ангажује Данглара да се реши Анжеле. Едмонд завршава затворен у Ифској тврђави, где упознаје суседног затвореника, опата Фарију, који му пружа образовање из језика, науке и културе током наредних осам година. Фарија такође открива локацију огромног блага на острву Монте Кристо. Пре планираног бекства, Фарија бива смртно повређен. Едмонд премешта Фаријино тело у своју ћелију, сакрива се у мртвачку врећу уместо њега и, након што га баце у море, успева да побегне и доплива до слободе.
По повратку у Марсеј, Едмонд сазнаје да му је отац преминуо, а да се Мерседес удала за Фернанда и преселила у Париз. Едмонд путује на острво Монте Кристо, где проналази скривено благо. Годину дана касније, појављује се као гроф од Монте Криста, одлучан да се освети. Проналази Анжелу, сада на самрти и приморану на проституцију. Она открива да је раније покушала да разоткрије Вилфорове злочине, укључујући његов покушај да живог сахрани свог ванбрачног сина, Андреу. Анжела је спасла Андреу, након чега га је сместила у сиротиште. Едмонд преузима Андреу под своје окриље, преименује га у кнеза Андреу Кавалкантија и чини га кључним делом својих планова.
Гроф режира низ шема против својих непријатеља. Инсценира спасавање Фернандовог сина Албера, тако стичући Фернандово поверење. Преко Албера, гроф се упознаје са бароном Дангларом и Вилфором. Такође се поново среће са Мерседес, која га после свих ових година препознаје. У међувремену, Едмонд користи Андреу да шармира Ежени, Дангларову ћерку, и представља Хајдеју, прелепу девојку под његовом заштитом, охрабрујући је да привуче Албера.
Едмондова освета се одвија с прецизношћу. Новинар Халуфакс (заправо Едмонд) шири вести о нестанку Дангларове флоте, што изазива пад вредности његових акција. Фернанд, користећи свој приступ војним информацијама, обавештава Данглара да су извештаји лажни. Данглар позајмљује новац од Монте Криста како би надокнадио своје губитке, користећи своју имовину као залог. На суђењу где Данглар тужи Халифакса за клевету, Андреа открива да је Вилфоров ванбрачни син, разоткривајући Вилфорове претходне злочине. Вилфор, понижен, напушта судницу, поштедевши своју бившу љубавницу скандала. Андреа, вођен осветом, убија свог оца, али га војници упуцају док је покушавао да побегне. Хајдеју, скрхана Андреином смрћу, окреће се против грофа, сматрајући га одговорним.
Док Хајдеја и Албер планирају да оду, суочавају се са грофом, који захтева од Хајдеје да открије Алберу истину о Фернандовој издаји њеног оца, Али-паше Јањинског. Бесни Албер изазива грофа на двобој. Мерседес се суочава са Едмондом, молећи га за живот свог сина. Едмонд пристаје да поштеди Албера, окончавајући њихов двобој без проливене крви. Он потом охрабрује Хајдеју и Албера да пронађу срећу заједно. Мерседес напушта Фернанда, који се у очају суочава са Едмондом у његовом дому. Њих двојица се упуштају у двобој мачевима, а рањени Едмонд излази као победник. Одбијајући да убије Фернанда, оставља га да живи са својом срамотом и губицима.
Едмонд напушта своје имање и креће у нови живот. У последњем писму упућеном Мерседес, пише: „Сва људска мудрост садржана је у овим речима: 'Чекати и надати се'.”

## Улоге
| Глумац               | Улога              |
| -------------------- | ------------------ |
| Пјер Нине            | Едмонд Дантес      |
| Бастијен Бујон       | Фернанд де Морсерф |
| Анаис Демустје       | Мерседес Ерера     |
| Анамарија Вартоломеи | Хајдеја            |
| Лоран Лафит          | Жерар де Вилфор    |
| Пјерфранческо Фавино | опат Фарија        |
| Патрик Миле          | Данглар            |
| Васили Шнајдер       | Албер де Морсерф   |
| Жилијен де Сен Жан   | Андреа             |
| Жули де Бона         | Викторија          |
| Адел Симфал          | Анжела             |
| Мари Нарбон          | Ежени Данглар      |
| Бернар Бланкан       | Луј Дантес         |